# ラパス駅

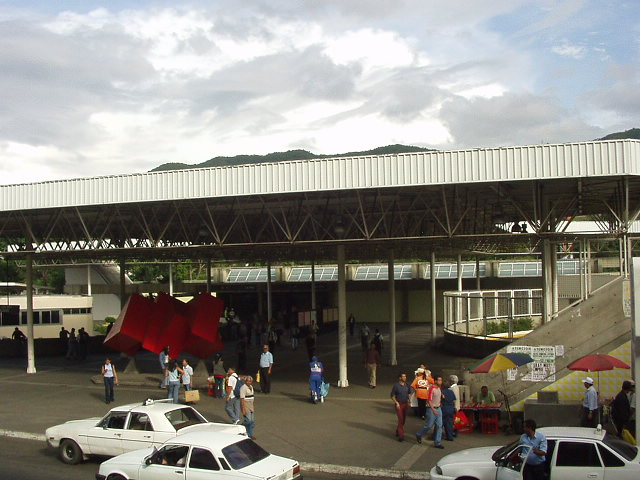
ラパス通り、バス乗り場、駅（2004年9月）

ラ・パス駅（ラ・パスえき、Estación La Paz）はベネズエラのカラカスにあるカラカス地下鉄2号線の地下鉄駅である。首都地区リベルタドル市エルパライソ区にある。ラ・パスとは、スペイン語で「平和」を意味する。

## 駅の構造
改札と切符売り場が地上1階、相対式2面2線のホームが地下1階にある。出口は北西側に1か所。

## 駅の周辺
北西の出口の前には広いバス乗り場があり、バス乗り場はラパス通りに面している。南東にはフランシスコファハルド高速道路とグアイレ川がある。駅周辺に高層の住宅がいくつかあるが、大半の建物は低い。

## 歴史
- 1987年10月4日 2号線開通とともに開業。[1]当時は北側の終点。
- 1988年 2号線の延長によって、路線がエル・シレンシオ駅まで伸びた。

## 隣の駅
アルティハス駅 - ラ・パス駅 - ラジャグアラ駅